# كأس نيو جابان

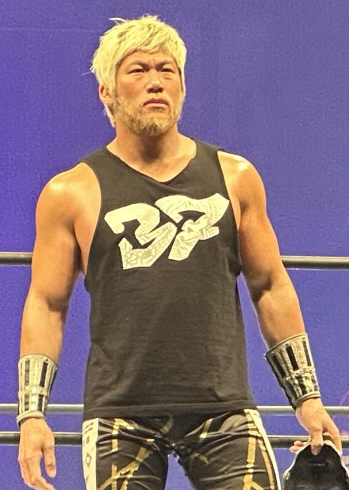
سانادا، فبراير 2023

كأس نيو جابان هي مسابقة من نوع خروج المغلوب في المصارعة المحترفة تعقدها منظمة المصارعة نيو جابان برو ريسلينغ (إن جاي بي دبليو) منذ عام 2005. تعتبر ثاني أبرز بطولة للوزن الثقيل في إن جاي بي دبليو، بعد مسابقة جي1 كلايماكس التي تتبع تنسيق دورة روبن.
منذ إصدار 2006، يحصل الفائز بالمسابقة على مباراة بطولة، نفس الحال مع مسابقة جي1 كلايماكس. في الأصل كان الفائز يحصل على مباراة لبطولة الوزن الثقيل آي دبليو جي بي. ومع ذلك، على عكس جي1 كلايماكس، لم يتمكن بطل بطولة الوزن الثقيل آي دبليو جي بي من المشاركة في المسابقة (في حالة فوز البطل بمسابقة جي1 كلايماكس، فإنه يحصل على حق اختيار منافسه على البطولة). في الفترة من 2014 حتى 2018، يمكن للفائز أن يختار التصارع على بطولة إنتركونتيننتال آي دبليو جي بي، بينما في الفترة 2015 حتى 2018، كانت بطولة الوزن المفتوح أبدا أحد الخيارات؛ اختار الفائز الوحيد لعام 2014 شينسكي ناكامورا عدم التصارع على بطولة الوزن الثقيل، وقرر بدلًا من ذلك التصارع على بطولة إنتركونتيننتال. في عام 2020، تلقى الفائز مباراة لكلا البطولتين نظرًا لكون تيتسويا نايتو بطل الوزن الثقيل وبطل القارات. وفي عام 2021، وعقب توحيد بطولة الوزن الثقيل وبطولة القارات في بطولة جديدة هي بطولة الوزن الثقيل العالمية آي دبليو جي بي، صارت هذه البطولة الجديدة هي ما يتنافس عليه الفائز بكأس اليابان الجديدة تلقائيًا. وكما هو الحال سابقًا مع بطولة الوزن الثقيل السابقة قبل دمجها، لا يمكن لبطل الوزن الثقيل العالمي المشاركة في هذه المسابقة.
تباين عدد المشاركين في «كأس نبو جابان» على مر السنين، من أدنى مستوى له وهو 12 في 2007 إلى أعلى عدد وهو 32 في 2019-2020؛ ضمت نسخة 2021 تضم 30 مشاركًا. إنها تعتبر مسابقة للوزن الثقيل، مع أن نسخة 2020 كانت بدون وزن محدد، وضمت أيضًا أبطالًا من شعبة وزن كروزروايت؛ في العام نفسه، عرضت إن جاي بي دبليو لأول مرة كأس نيو جابان بالولايات المتحدة الأمريكية، وهي نسخة من المسابقة تقام في الولايات المتحدة لتحديد منافس لبطولة الوزن الثقيل الأمريكي آي دبليو جي بي.
هيروشي تاناهاشي هو الفائز الأول بكأس اليابان الجديدة وأول مصارع يفوز بها مرتين؛ ومنذ ذلك الحين، فاز بها هيروكي غوتو، ويوجي ناجاتا، وكازوتشيكا اوكادا مرتين. غوتو هو الفائز الوحيد ثلاث مرات، والشخص الوحيد الذي فاز بالمسابقة عامين على التوالي.

## وصلات خارجية
- New Japan Cup at NJPW.co.jp (باليابانية)